# Concrete Knives
Concrete Knives est un groupe d'indie pop français, originaire de Flers, dans l'Orne. Formé en 2007, il compte deux albums et un EP avant sa séparation en 2018.

## Biographie

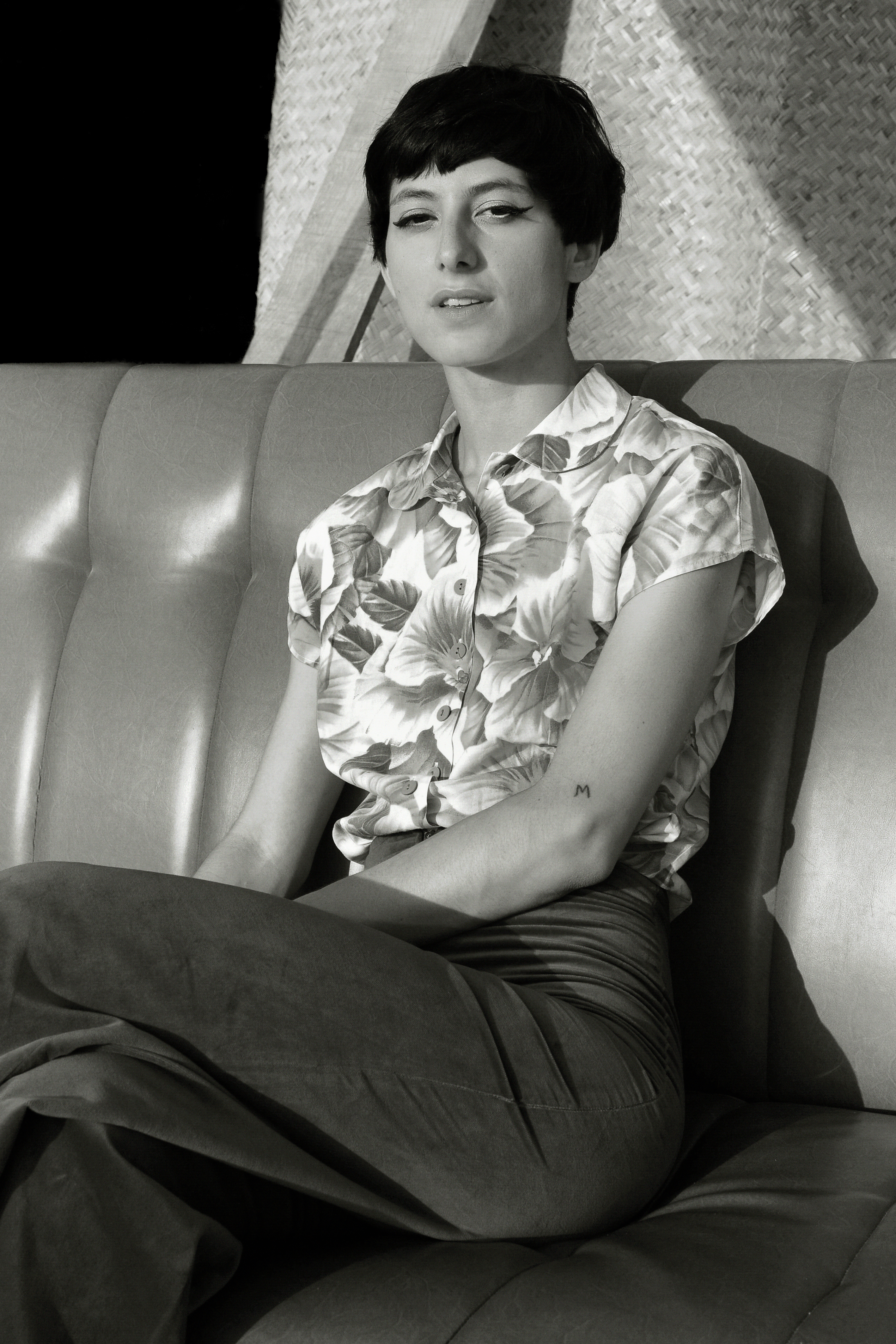
Morgane Colas. Concrete Knives. 2011.

Formé à Flers dans l'Orne, le groupe se construit à Caen. Il est rejoint en 2010 par sa chanteuse Morgane Colas. Plusieurs de leurs premiers titres sont remarqués, notamment Brand New Start,, et diffusés sur des radios nationales. Lors de son passage au festival M pour Montréal, en novembre 2011, le groupe est remarqué par Simon Raymonde, fondateur du label anglais Bella Union, qui leur fait signer un contrat en mai 2012. Il sort en octobre de la même année l'album Be Your Own King. L'album atteint le 106e rang des charts en France.
En 2011, ils participent à de nombreux festivals en France et en Europe, dont Le Rock dans tous ses états d'Évreux, le Festival Fusion de Lärz (Allemagne), le Beauregard de Hérouville-Saint-Clair, Les Déferlantes d'Argelès, Musilac d'Aix-les-Bains, les Francofolies de La Rochelle, le Paléo Festival Nyon (Suisse) et le Rock en Seine de Saint-Cloud. En 2012 et 2013, ils participent à Eurosonic de Groningue (Pays-Bas), End of the Road Festival à Larmer Tree Gardens (Angleterre), The Great Escape à Brighton (Angleterre) et La Route du Rock (Saint-Malo).
Après une pause dans le calendrier des concerts, le groupe a repris le chemin du studio et annonce un nouvel album qui sortira en 2016. Our Hearts sortira finalement en France le 23 février 2018 sur les labels Vietnam - Label et Because Music, suivi par une série de concerts dans l'hexagone. Un album enregistré entre octobre et décembre 2016 au studio Vega avec Andreas Pallisgaard du groupe Pinkunoizu à la réalisation. En décembre 2018, le groupe met un terme à son histoire après douze ans de carrière.

## Membres

### Derniers membres
- Nicolas Delahaye — chant, guitare
- Morgane Colas — chant (2010—2018)
- Adrien Leprêtre — claviers
- Guillaume Aubertin — batterie
- Augustin Hauville — basse (2012—2018)
- Corentin Ollivier — guitare (2013—2018)

### Anciens membres
- Marlène Fossey — chant (2007-2010)
- Martin Bonnet — basse (2007-2012)

## Cinéma
Sauf indication contraire ou complémentaire, les informations mentionnées dans cette section proviennent du générique de fin de l'œuvre audiovisuelle présentée ici.
- 2018 : Larguées de Éloïse Lang ― bande originale, Brand New Start, musique du générique de début.
- 2015 : Les Profs 2 de Pierre-François Martin-Laval ― bande originale et Time for Disco, Greyhound Racing, Wallpaper.
- 2013 : Les Gamins de Anthony Marciano ― Brand New Start, Youth Compass, Happy Mondays.